# Watuagung (Baturetno)
Watuagung is een bestuurslaag in het regentschap Wonogiri van de provincie Midden-Java, Indonesië. Watuagung telt 3915 inwoners (volkstelling 2010).